# Aeroportul Allahabad
Aeroportul Allahabad (IATA: IXD, ICAO: VEAB) este un aeroport din Uttar Pradesh, India ce deservește zona Prayagraj district⁠(d). Aeroportul a fost tranzitat în decembrie 2022 de 50.207 pasageri. A fost numit după Prayagraj (Allahabad)⁠(d).
Situat la o altitudine de 98 m, aeroportul dispune de o singură pistă. Este operat de Airports Authority of India⁠(d).